# Рошфор-ан-Ивелин (замок)
Замок Рошфо́р-ан-Ивели́н (фр. Château de Rochefort-en-Yvelines) — руины средневекового замка в департаменте Ивелин, регион Иль-де-Франс, Франция. Расположен на территории одноимённой коммуны Рошфор-ан-Ивелин. С 7 октября 1931 года частично имеет статус исторического памятника — в список были включены башня замка и здание XIX века в стиле эпохи Людовика XIII.

## История и современное состояние

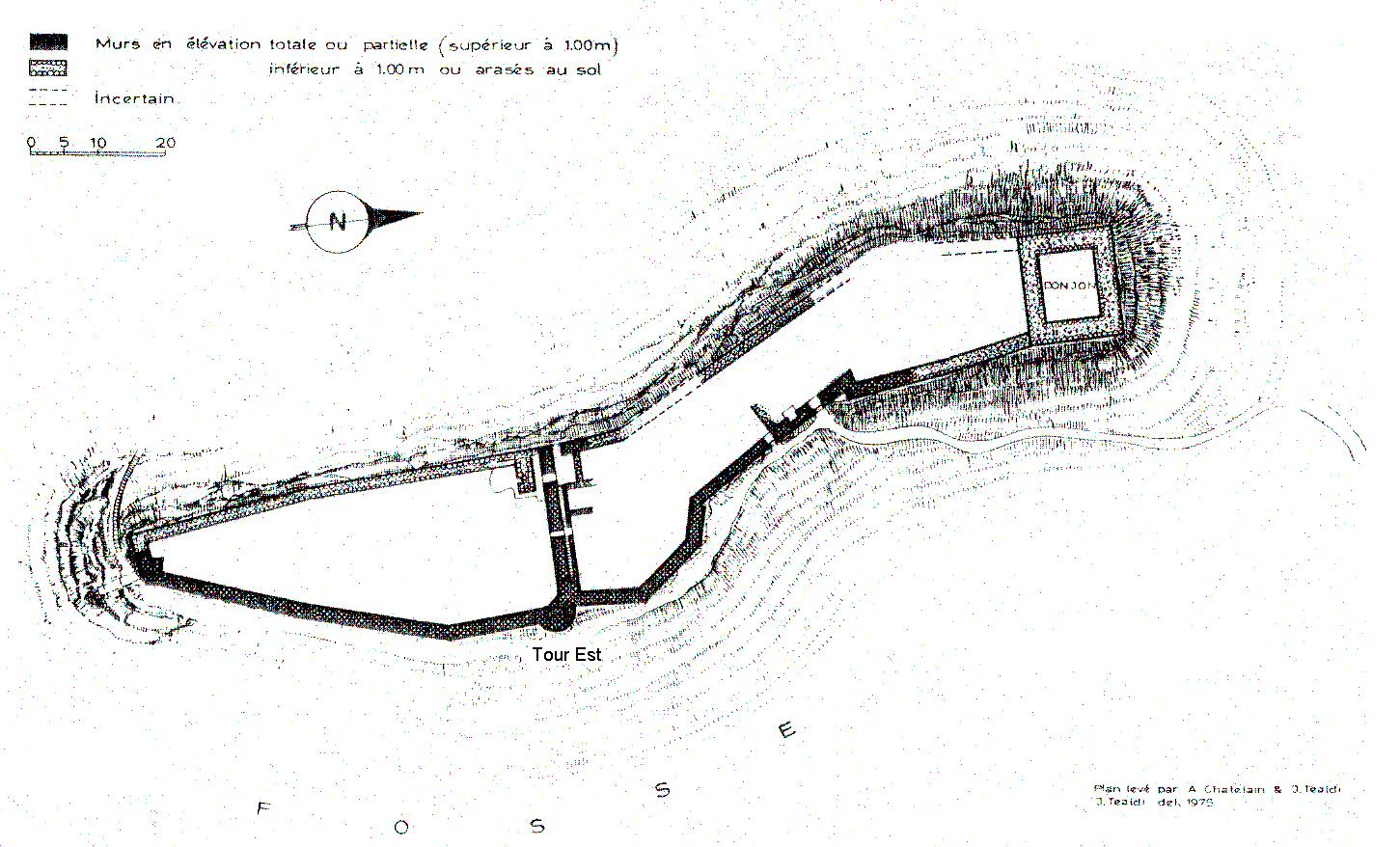
План замка.

Строительство замка началось в период правления короля Филиппа I Ги Красным, графом Рошфора. Замок был расположен рядом с важной паломнической дорогой в Шартр (в соборе которого хранится плащаница Девы Марии), что позволяло его владельцам грабить и похищать паломников с целью выкупа.
Местом строительства был выбран скалистый выступ холма длиной 150 метров, шириной до 20 метров, и возвышающийся на 40 метров над окрестностями. Также Ги Красным была построена церковь на западном склоне холма, сохранившаяся до наших дней. К востоку, между церковью и крепостными стенами, находятся остатки самой первой деревни Рошфор. Она была окружена валом метровой толщины и высотой в некоторых местах до двух метров, построенным в тот же период.

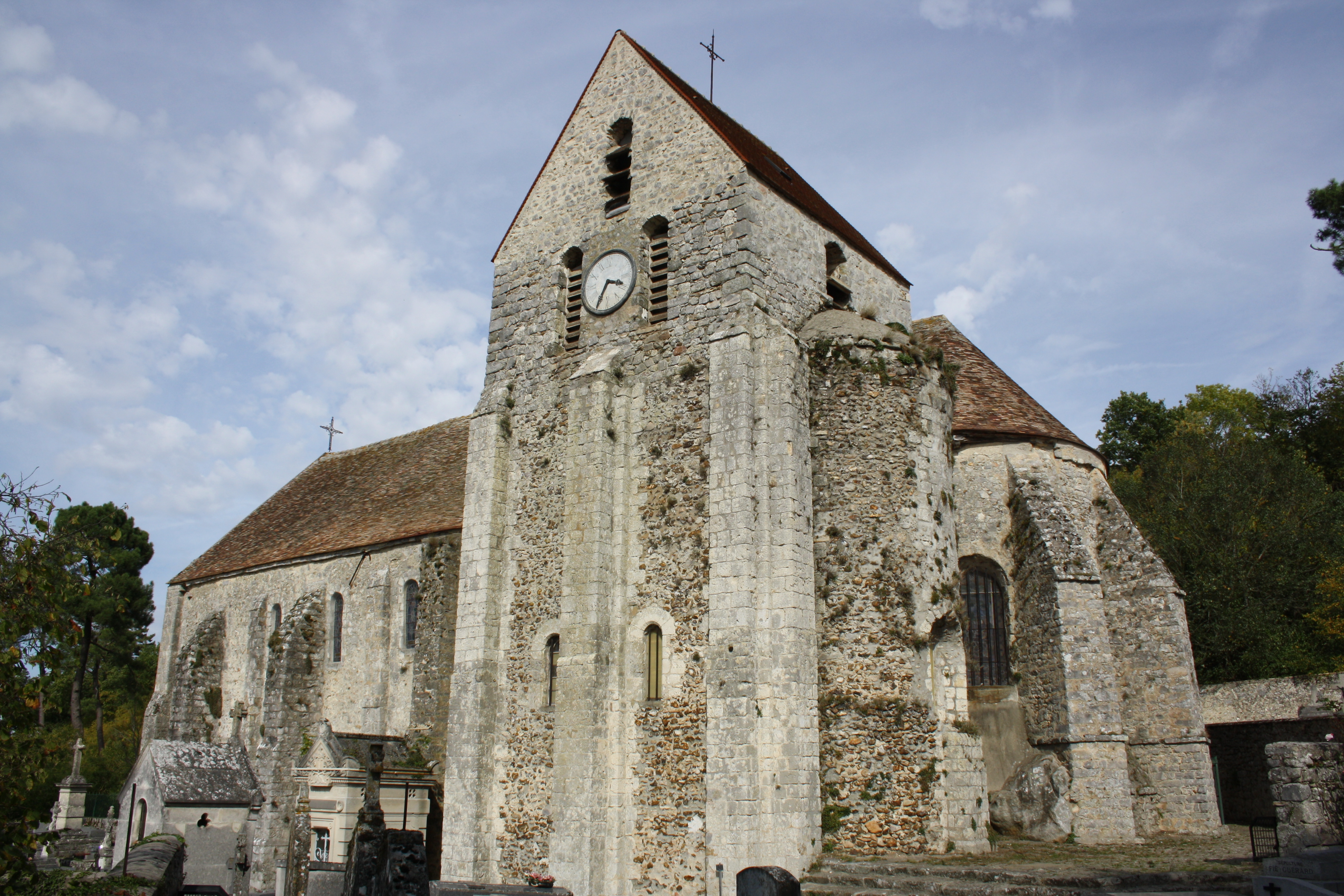
Церковь в Рошфор-ан-Ивелине, построенная вместе с замком.

Средневековый замок был разрушен четыре века спустя, в период Религиозных войн. Руины на густо поросшем кустарником холме едва видны — от замка сохранились лишь две куртины и башня, расположенная к востоку от центральной куртины, разделявшей замок на две части. В северной части уступа находится фундамент донжона, площадью 8 на 10 метров, стены которого имели толщину 3 метра и были выполнены в технике кладки opus spicatum. Также местами сохранились остатки стен, которые дают представление о несимметричной планировке замка, обусловленной рельефом местности. Примерная площадь замка составляла около 1650 м².